# Caconemobius anahulu
Caconemobius anahulu Otte, 1994 è un insetto ortottero appartenente alla famiglia Gryllidae, endemico della grande isola di Hawaii. È stato scoperto sulle lave dell'Hualālai. Con Caconemobius fori, sono noti localmente come grilli della lava (lava crickets).

## Descrizione
Grillo di piccole dimensioni, privo di ali, che riesce a coprire una distanza significativa saltando. Rispetto a C. fori, ha una colorazione più chiara, tendente al marroncino.

## Distribuzione e habitat
Caconemobius anahulu è endemico della grande isola di Hawaii, di cui colonizza le colate laviche recentemente solidificate del vulcano Hualālai, prima che la vegetazione attecchista - un habitat particolarmente arido.